# RS-509
Pour les articles homonymes, voir Route 509.

La RS-509 est une route locale du Centre-Ouest de l'État du Rio Grande do Sul située dans la municipalité de Santa Maria. Elle consiste en un petit tronçon de 4 km dans le prolongement de la BR-287, entre l'embranchement de celle-ci avec la RS-511 et la BR-158/392, juste avant d'entrer dans la ville.